# Raúl Guerrón
Raúl Guerrón (né le 12 octobre 1976) est un footballeur équatorien.

## Biographie
En juin 2002, le sélectionneur Hernán Darío Gómez annonce que Raul Guerron est retenu dans la liste des 23 joueurs pour jouer la Coupe du monde 2002 au Japon.
Il compte 34 sélections entre 2000 et 2004. 